# Trạch Sơn Hàm
Quẻ Trạch Sơn Hàm, đồ hình::|||: còn gọi là quẻ Hàm (咸 xian2), là quẻ thứ 31 trong Kinh Dịch.
- Nội quái là ☶ (::| 艮 gen4) Cấn hay Núi (山).
- Ngoại quái là ☱ (||: 兌 dui4) Đoài hay Đầm (澤).

Giải nghĩa: Cảm dã. Thụ cảm. Cảm xúc, thọ nhận, cảm ứng, nghĩ đến, nghe thấy, xúc động. Nam nữ giao cảm chi tượng: tượng nam nữ có tình ý, tình yêu.